# Sant Espiridió de Perpinyà
Sant Espiridió de Perpinyà (en romanès, Parohia Ortodoxă Română Sfântul Spiridion din Perpignan) és l'església parroquial de l'església ortodoxa romanesa de Perpinyà, a la comarca del Rosselló, de la Catalunya del Nord. L'església rep el nom de Capella de la Santa Família.

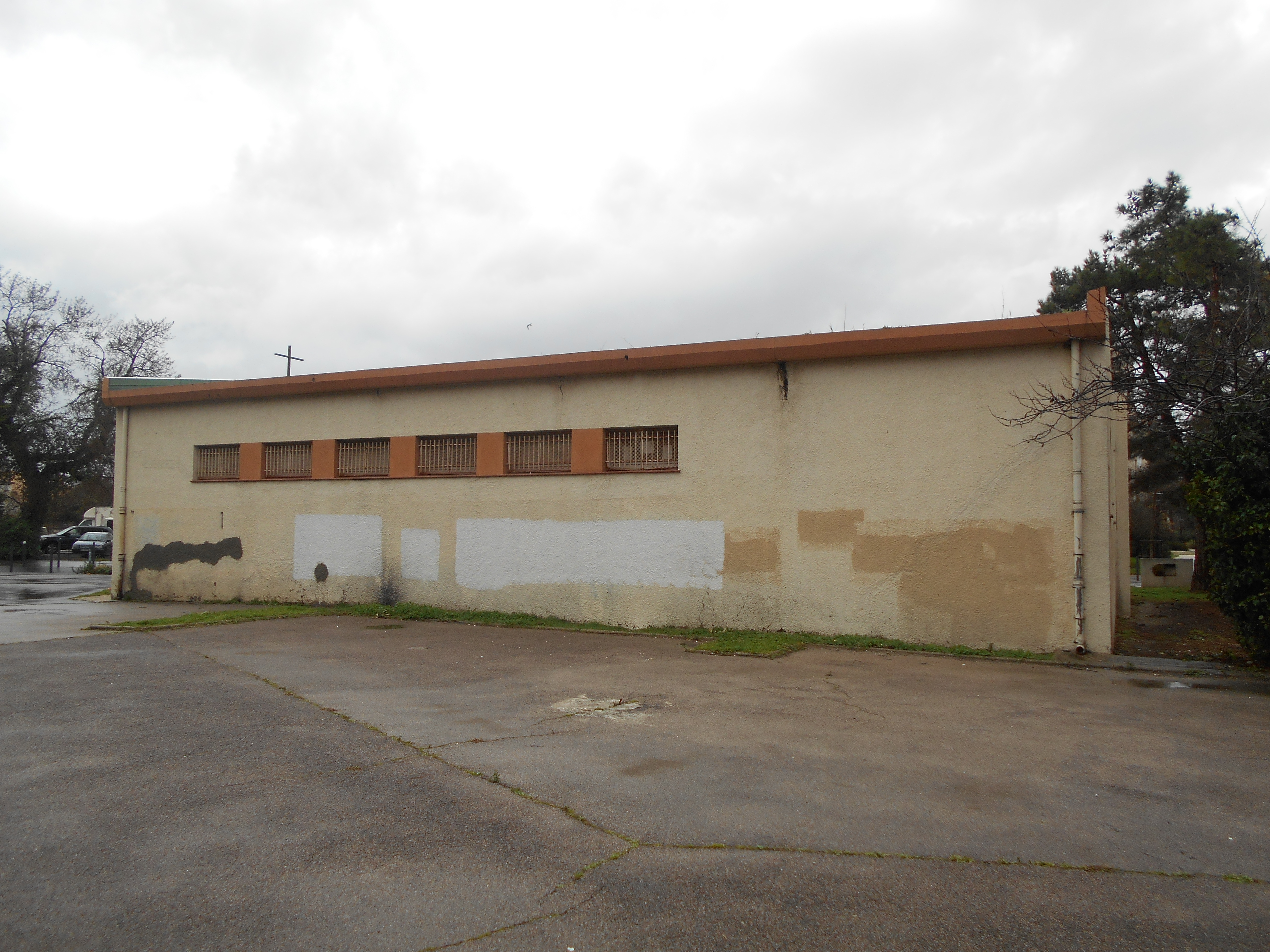
Façana meridional de la parròquia ortodoxa romanesa

És a la zona de ponent del Baix Vernet, en el número 2 del carrer de les Bulloses, cantonada amb el carrer de Frédéric Bartholdy, en el barri de Torcatis. Abans havia estat en el número 9 del carrer de Saint-Amand, del barri de l'Estació. La comunitat ortodoxa romanesa de la Catalunya Nord és present també en el priorat de Santa Maria del Vilar, del terme comunal de Vilallonga dels Monts, amb la Comunitat de la Dormició de la Mare de Déu.
L'església pertany a la Metròpoli Ortodoxa Romanesa d'Europa Occidental i Meridional, dins de l'Arquebisbat d'Europa Occidental (l'Europa Meridional està organitzada en els bisbats d'Itàlia i d'Espanya i Portugal).